# 고이즈미 코타로
고이즈미 고타로(일본어: 小泉 孝太郎 고이즈미 고타로[*], 1978년 7월 10일 ~ )는 일본의 배우이다.
제87~89대 일본 내각총리대신인 고이즈미 준이치로의 장남이다. 동생으로 중의원 의원인 고이즈미 신지로는 일본의 유명 아나운서 다키가와 크리스텔과 결혼했다.

## 출연

### 텔레비전 드라마
- 2002년 《첫체험》
- 2002년 《너스맨》
- 2002년 《홈 & 어웨이》
- 2003년 《나만의 마돈나》
- 대하드라마 (NHK)
  - 2005년 《요시츠네》 - 타이라노 스케모리 역
  - 2009년 《천지인》 - 오오쿠니 사네요리 역
  - 2013년 《야에의 벚꽃》 - 도쿠가와 요시노부 역
  - 2022년 《가마쿠라도노의 13인》 - 타이라노 무네모리 역
- 2005년 《슬로우 댄스》
- 2006년 《가치바카》
- 2007년 《어텐션 플리즈》
- 2007년 《불신할 때: 우먼워즈》
- 2007년 《파견의 품격》
- 2007년 《신부와 파파》
- 2007년 《남자의 가정교육》
- 2008년 《고쿠센 3》
- 2009년 《콜센터의 연인》
- 2009년 《리얼 클로즈》
- 2010년 《비밀의 관계: 선생님은 동거인》 - 고바야시 나오키(주연) 역
- 2014년 《베드로의 장렬》
- 2018년 《블랙페앙》
- 2020년 《파견의품격 2》

### 영화
- 춤추는 대수사선2 레인보우 브릿지를 봉쇄하라! (2003년)
- 교섭인 마시타 마사히로 (2005년)
- UDON (2006년)
- 너도 평범하지 않아 (2021년) - 미야모토 이사오 역